# 李有成 (明朝)
李有成（16世紀—16世紀），字文崖，湖廣德安府雲夢縣人，明朝政治人物。

## 生平
李有成祖先是麻城人，明朝初年移居雲夢城北，六世後生下他，在嘉靖四十三年（1564年）中舉人，授汶川知縣。汶川漢苗雜處，叛服不定，他就任後撫定苗族人，苗人首領喳兒木等人為他生祠祭祀。秩滿後李有成得擢升為保寧同知，調官揚州清軍同知，負責經理鹽運，使得鹽政肅清，不久改任崇王府長史，因病告歸。
其孫李如軻是選貢，授辰州府教授。

## 引用
1. 1 2  道光《雲夢縣志略·卷九·人物上》：李有成，字文崖，其先世麻城人，明初徙居雲夢城北，越六世生有成，嘉靖甲子舉人，初任汶川縣知縣，汶川漢苗雜居，叛服無常，涖任後安輯平服，苗首喳兒木等邑人士祠祀之。秩滿擢保【宀皿】府同知，調揚州府同知，經理鹽運使，鹺政肅清，尋改崇府長史，告病歸。孫如軻選貢，授辰州府教授。